# 石田駅 (福岡県)
石田駅（いしだえき）は、福岡県北九州市小倉南区上石田一丁目にある、九州旅客鉄道（JR九州）日田彦山線の駅である。駅番号はJI05。

## 歴史

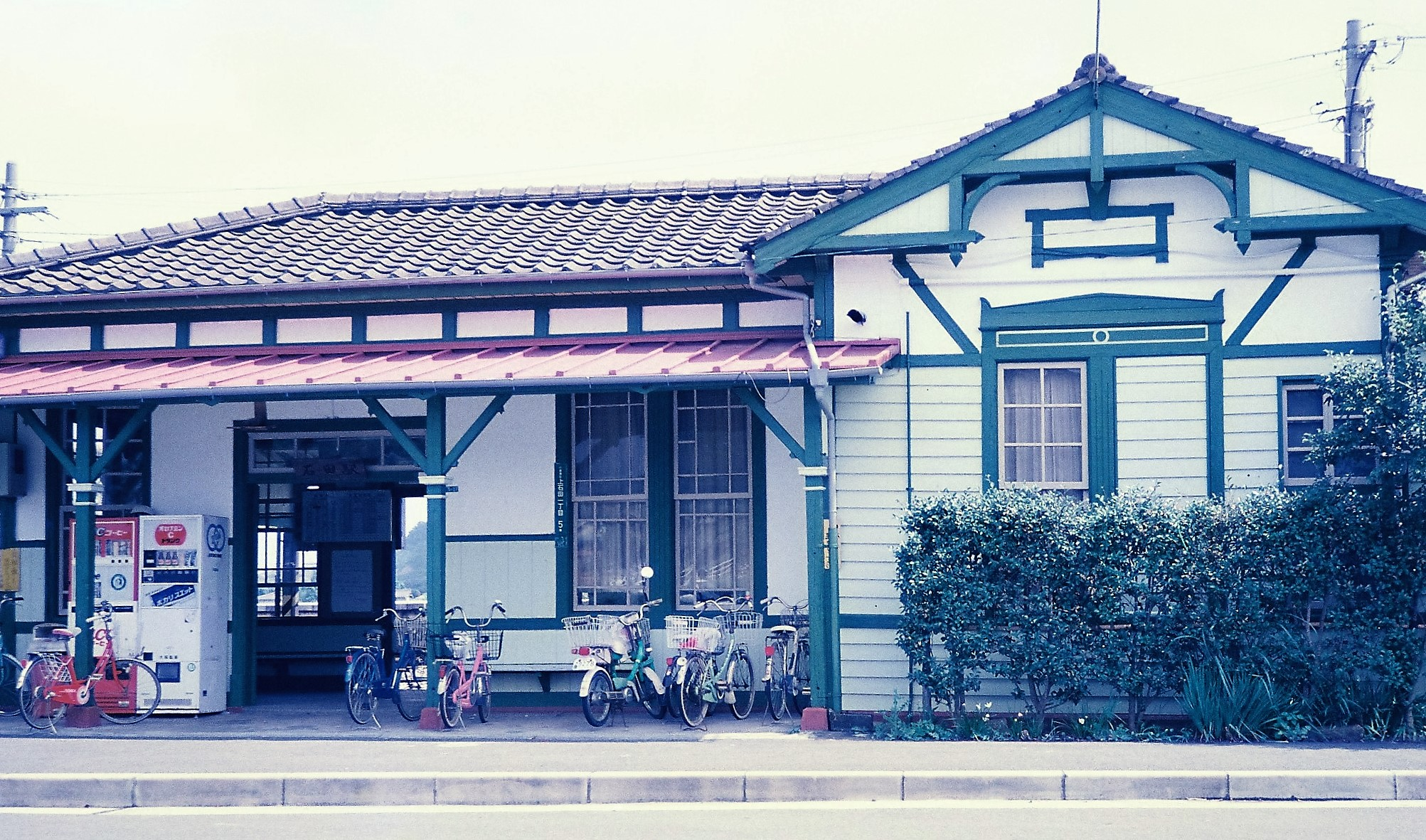
改築前の旧駅舎（1987年8月）

- 1915年（大正4年）4月1日：小倉鉄道の駅として開設[2]。
- 1943年（昭和18年）5月1日：小倉鉄道が国有化され鉄道省が所管[2]。添田線の駅となる[2]。
- 1956年（昭和31年）
  - 3月15日：添田線と田川線の一部、それに彦山線が編入されて日田線となる[2]。
  - 11月19日：城野駅 - 当駅間を結ぶ短絡線が開業し、旅客列車のみ全て短絡線経由となり、東小倉駅方面は貨物列車専用となる[2]。
- 1960年（昭和35年）
  - 1月15日：貨物取扱廃止[3]。
  - 4月1日：添田線香春 - 添田駅間を除いた区間に田川線が編入されて日田彦山線となる[2]。
- 1971年（昭和46年）10月20日：荷物扱い廃止[4]。駅員無配置駅となる[5]。
- 1987年（昭和62年）4月1日：国鉄分割民営化によりJR九州が継承[6]。
- 2002年（平成14年）4月：大正時代に作られた旧駅舎を新駅舎に改築[1]。
- 2016年（平成28年）3月26日：再度無人駅化[7][8]。
- 2017年（平成29年）3月4日：上り快速が石原町駅より各停に変更となり当駅に停車開始。

## 駅構造
島式ホーム1面2線を有する地上駅で1線スルー構造である。
JR九州鉄道営業が駅業務を行う業務委託駅であったが、2016年に無人駅化された。
JRの特定都区市内制度における「北九州市内」の駅である。

### のりば
| のりば | 路線       | 方向 | 行先                 | 備考               |
| ------ | ---------- | ---- | -------------------- | ------------------ |
| 1      | 日田彦山線 | 上り | 城野・小倉方面       | 行違い等の一部列車 |
| 2      | 日田彦山線 | 上り | 城野・小倉方面       | 通常はこのホーム   |
| 2      | 日田彦山線 | 下り | 田川後藤寺・添田方面 |                    |

## 利用状況
2020年（令和2年）度の1日平均乗車人員は338人である。
JR九州及びとうけい北九州によると、近年の1日平均乗車人員の推移は以下の通り。
| 年度   | 1日平均 乗車人員 | 出典   |
| ------ | ---------------- | ------ |
| 2000年 | 434              | [ 10 ] |
| 2001年 | 399              | [ 10 ] |
| 2002年 | 354              | [ 10 ] |
| 2003年 | 362              | [ 10 ] |
| 2004年 | 350              | [ 10 ] |
| 2005年 | 358              | [ 10 ] |
| 2006年 | 345              | [ 10 ] |
| 2007年 | 353              | [ 10 ] |
| 2008年 | 362              | [ 10 ] |
| 2009年 | 366              | [ 10 ] |
| 2010年 | 369              | [ 10 ] |
| 2011年 | 380              | [ 10 ] |
| 2012年 | 386              | [ 10 ] |
| 2013年 | 390              | [ 10 ] |
| 2014年 | 393              | [ 10 ] |
| 2015年 | 406              | [ 10 ] |
| 2016年 | 393              | [ 10 ] |
| 2017年 | 408              | [ 11 ] |
| 2018年 | 404              | [ 12 ] |
| 2019年 | 410              | [ 13 ] |
| 2020年 | 338              | [ 9 ]  |

## 駅周辺

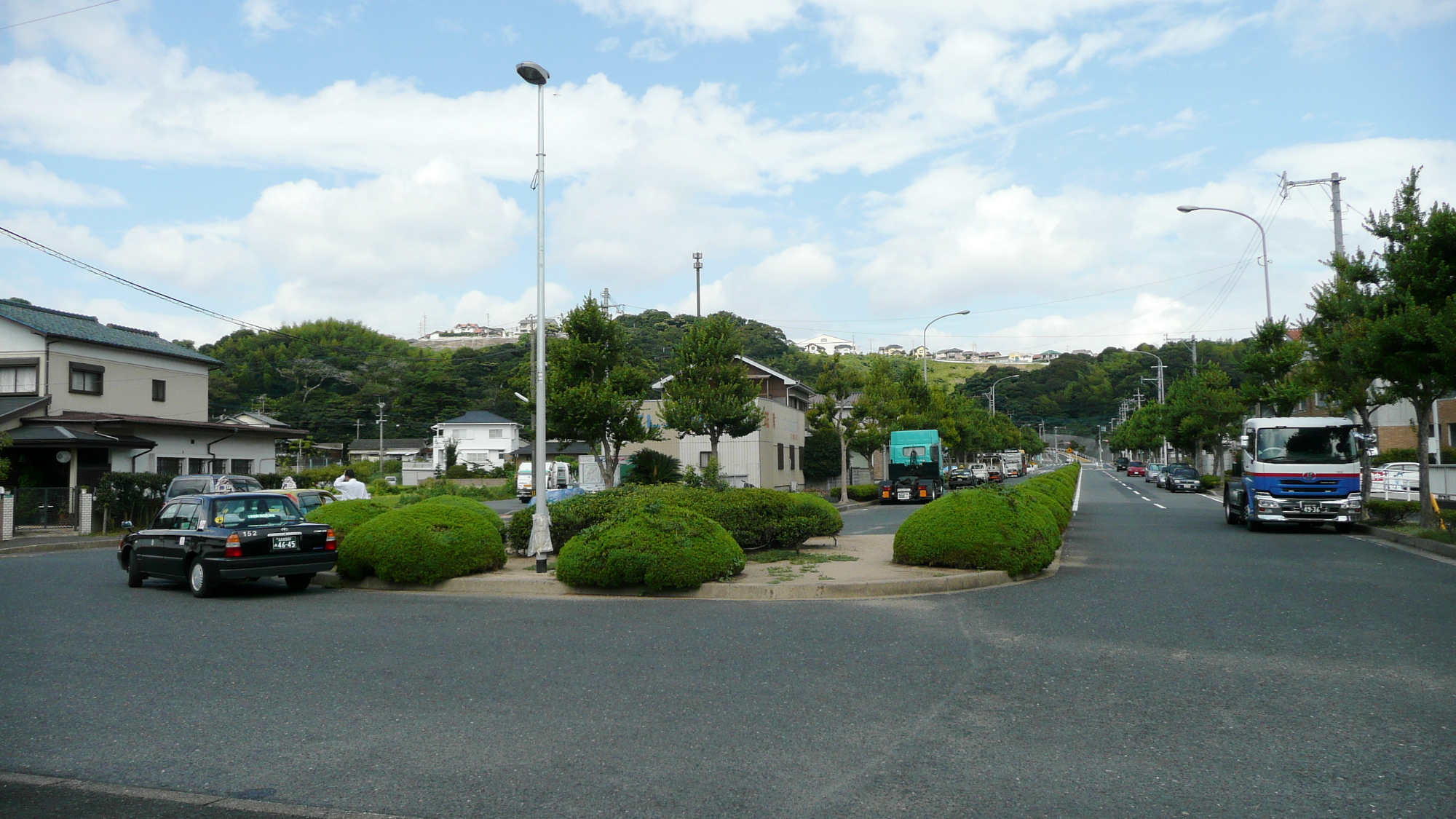
駅前広場

昔は駅周辺は田畑が多く殆ど何もなかったが、現在では整備され、駅前（西側）には片道2車線の道路が造られており、タクシーが数台待機している。
- 北九州市立横代小学校
- 北九州市立横代中学校
- 石田一龍本店 (ラーメン店)
- 北九州市立総合農事センター
- 福岡県道267号湯川石田停車場線
- 綿津見神社
- 末應寺
- 横代中央公園
- 北九州医療刑務所

## 隣の駅
九州旅客鉄道（JR九州）
 日田彦山線
■快速（上り1本のみ運転）・■普通
城野駅 (JI04) - 石田駅 (JI05) - 志井公園駅 (JI06)